# Pachira rurrenabaqueana
Pachira rurrenabaqueana là một loài thực vật có hoa trong họ Cẩm quỳ. Loài này được (Rusby) Fern.Alonso mô tả khoa học đầu tiên năm 2003.